# النهدة

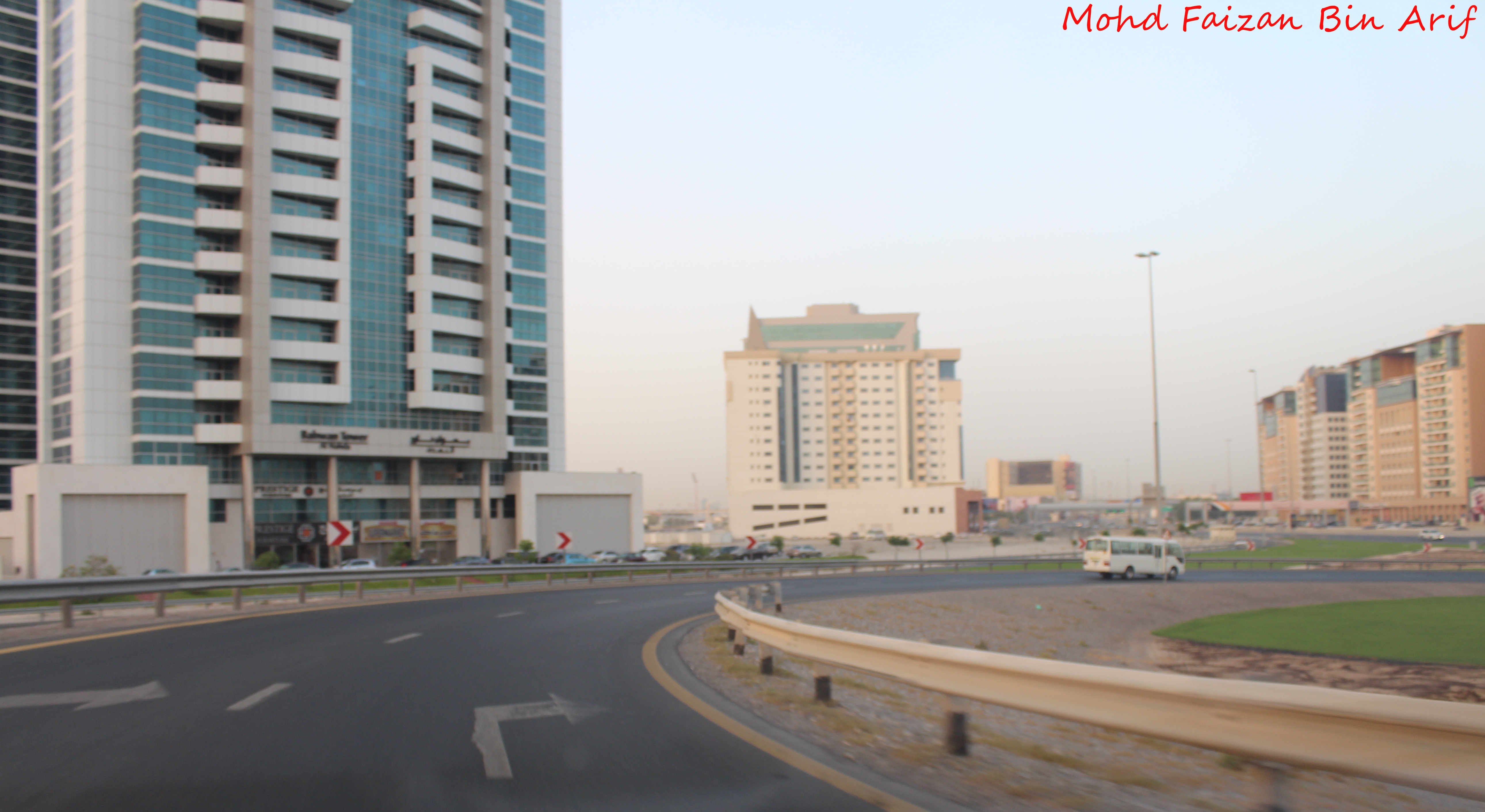
النهدة 1

النهدة هو حي يقع في إمارة دبي في الإمارات العربية المتحدة. بلغ عدد سكانها (101,767) نسمة في العام 2023، موزعين بين (34,137) نسمة في النهدة1 بكثافة سكانية تعادل (20,124) فرد/كم² ، و(67,660) نسمة في النهدة2 بكثافة سكانية تعادل (30,593) فرد/كم² بحسب بيانات مركز دبي للإحصاء.
تقع منطقة النهدة شرق دبي في منطقة ديرة، وتشكل جزءاً من حدود دبي الشرقية مع إمارة الشارقة. تقع أجزاء من نهر النهدة التي تتدفق شمالًا إلى إمارة الشارقة ضمن نطاق سلطة تلك الإمارة.
ويحدها من الجنوب والشرق منطقة القصيص، ومن الغرب الممزر. يحدها من الشمال طريق E 11 (طريق الاتحاد)، ومن الجنوب طريق محلي (طريق 204). تتكون منطقة النهدة من مجمعين فرعيين - النهدة 1 والنهدة 2.
كما هو الحال في المحيصنة، تم تقسيم المجمع في الأصل إلى مناطق صناعية في القصيص، لكنه خضع لعملية تطوير واسعة النطاق ومعظمها سكني في السنوات الأخيرة. تشمل المعالم كلية دبي للطالبات، وحديقة بحيرة النهدة، ومركز صحارى (أكبر مركز تجاري في إمارة الشارقة).